# AWO
AWO was de merknaam van motorfietsen die kort na de Tweede Wereldoorlog werden geproduceerd in de Sovjet-bezettingszone in Duitsland. Deze merknaam was afgeleid van de Sowjetische Aktiengesellschaft Awtowelo, waarin een aantal onteigende Duitse fabrieken was samengevoegd.
De Eisenacher Motoren Fabrik, eigendom van BMW, lag na de oorlog ook in de Sovjet-bezettingszone. Daar werd de 350cc-BMW R 35 gemaakt, waarvan de productie na de oorlog nog een aantal jaren doorliep, eerst als "BMW R 35", maar later als "EMW R 35". Het militaire Sovjet-bestuur Sowjetische Militäradministration in Deutschland (SMAD) wilde optimaal gebruikmaken van de BMW-techniek. 

## AWO 425
Eind 1948 kreeg AWO, de voormalige Simson-fabriek, de opdracht een nieuwe motorfiets te ontwikkelen. Het moest een 250cc-motor worden die geschikt was als zijspantrekker. De machine kwam in 1950 op de markt.
Omdat men bij de ontwikkeling goed naar de BMW R24 had gekeken, was het niet opvallend dat ze technisch identiek leek aan de BMW R25, die in hetzelfde jaar verscheen. Boring en slag waren gelijk, het geleverde vermogen van 12 pk ook, en beide machines hadden cardanaandrijving en plunjervering. Onderdelen waren echter nauwelijks uitwisselbaar. Deze 250cc-AWO kreeg de typenaam "425" (viertakt, 250 cc). Ze werd geproduceerd van 1950 tot 1960, maar kreeg in 1957 de oude merknaam "Simson 425".
De opdracht voor de productie van de AWO 425 werd uit het Russisch vertaald als "Man baue ein Motorrad aus Eisen". Daarom kregen de AWO 425-modellen de bijnaam "Eisenmotorrad".
De eencilinder werd vooral bekend onder zijn bijnaam "Dampfhammer", omdat de rustige loop deed denken aan de destijds industrieel veel gebruikte stoomhamer.
In 1955 verscheen een iets sterker model, de AWO 425 Sport, die eerst 14 pk en later 15,5 pk had.
Vanaf 1957 werd de oude merknaam 'Simson' weer gevoerd, en werden de AWO 425T en 425S de Simson 425T en 425S met andere tankbadge.
De Sport had een swingarm achtervering en een duozadel. Omdat AWO het monopolie van (dure) viertaktmotorfietsen in de DDR had, werden de machines automatisch populair, maar klanten hadden toen al de behoefte hun motorfietsen een persoonlijk uiterlijk te geven. De telescoopvork werd later vaak vervangen door een beter exemplaar van IFA; de "Volkseigener Betrieb Motorradwerk Zschopau", de voortzetting van DKW fabriek en producent van tweetaktmotorfietsen. Er werden ook een klein aantal escortemotorfietsen met een 350cc-motor geleverd. Deze waren als inbouwmotor ook in kleine aantallen voor burgerklanten te koop.
In 1960 werd besloten, ondanks redelijk goede verkoopresultaten, dat Simson zich moest toeleggen op de productie van bromfietsen; de viertakt motorfiets bleek voor veel mensen te duur
MZ, de nieuwe naam voor IFA (en daarvoor dus DKW) in Zschopau werd de aangewezen (tweetakt) motorfietsfabrikant, en de Simson-medewerkers moesten tandenknarsend toezien hoe een goedlopend product de nek werd omgedraaid.
De laatste 425 modellen kwamen eind 1961 van de band.

## AWO GS 350
Met de EMW R 35-motor werd van 1957 tot 1961 ook de AWO GS 350-Enduromotor gebouwd. Deze sport was in het Oostblok populair en teams uit Tsjecho-Slowakije en de Duitse Democratische Republiek namen deel aan internationale wedstrijden zoals de International Six Days Enduro. Na 1961 werd de taak van de GS 350 overgenomen door de tweetaktmodellen van Jawa en MZ. 

## AWO 700
AWO kreeg begin jaren vijftig opdracht een kleine serie boxermotoren te produceren, die in Eisenach waren ontwikkeld naar voorbeeld van de daar geproduceerde BMW R 75 en Zündapp KS 750 Wehrmachtsgespanne. AWO produceerde zeven prototypen van een nieuwe motorfiets, de AWO 700. Deze had een 700cc-166°-boxermotor. Deze vreemde constructie was afgekeken van de Zündapp, die een 170° boxermotor had om de bodemvrijheid te vergroten. De cilinders kwamen van de EMW R 35, een BMW R 35-kopie die in Eisenach werd geproduceerd. De prototypen werden in een aparte, geheime afdeling van de fabriek in Suhl gebouwd, en allemaal ter beoordeling opgehaald door de Kasernierte Volkspolizei, de voorloper van de Nationale Volksarmee. Tot serieproductie kwam het niet, er werden tussen de 7 en 10 exemplaren gemaakt. De Sovjet-Unie had al militaire zijspancombinaties in de vorm van de IMZ Ural en KMZ Dnepr machines die gebaseerd waren op de BMW R 71. Bovendien hadden lichte, wendbare, vierwielaangedreven auto's (de Amerikaanse Jeeps) hun waarde tijdens de oorlog bewezen, waardoor militaire zijspancombinaties aan belangstelling hadden ingeboet.

## VEB Fahrzeug und Gerätewerk Simson, Suhl
Vanaf 1 mei 1952 was het bedrijf niet meer Russisch, maar een VEB (Volkseigener Betrieb der DDR). Tot 1957 bleef men bij de motorfietsen echter de merknaam "AWO" voeren. Het bedrijf heette nu "VEB Fahrzeug und Gerätewerk Simson, Suhl" en ressorteerde niet meer onder Awtowelo, maar onder de nieuw opgerichte "Industrieverwaltung 19 Fahrzeugbau der DDR", dat later zou worden omgedoopt tot "Industrieverband Fahrzeugbau". In 1957 kwam bij de motorfietsen de oude naam Simson als merknaam weer terug. In 1962 stopte de productie van de motorfietsen, om plaats te maken voor de succesvolle bromfietsen. Daarmee kreeg MZ het monopolie in de DDR op motorfietsgebied.

## Afbeeldingen

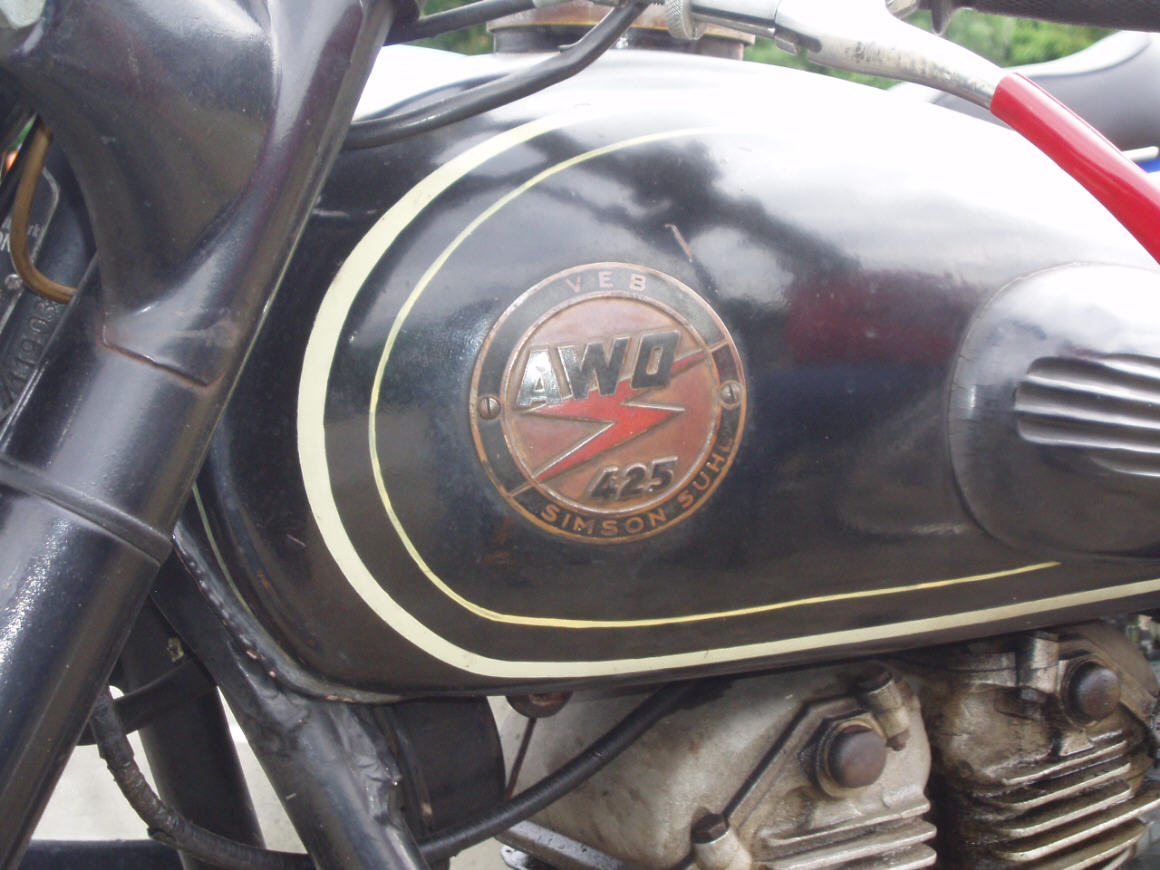
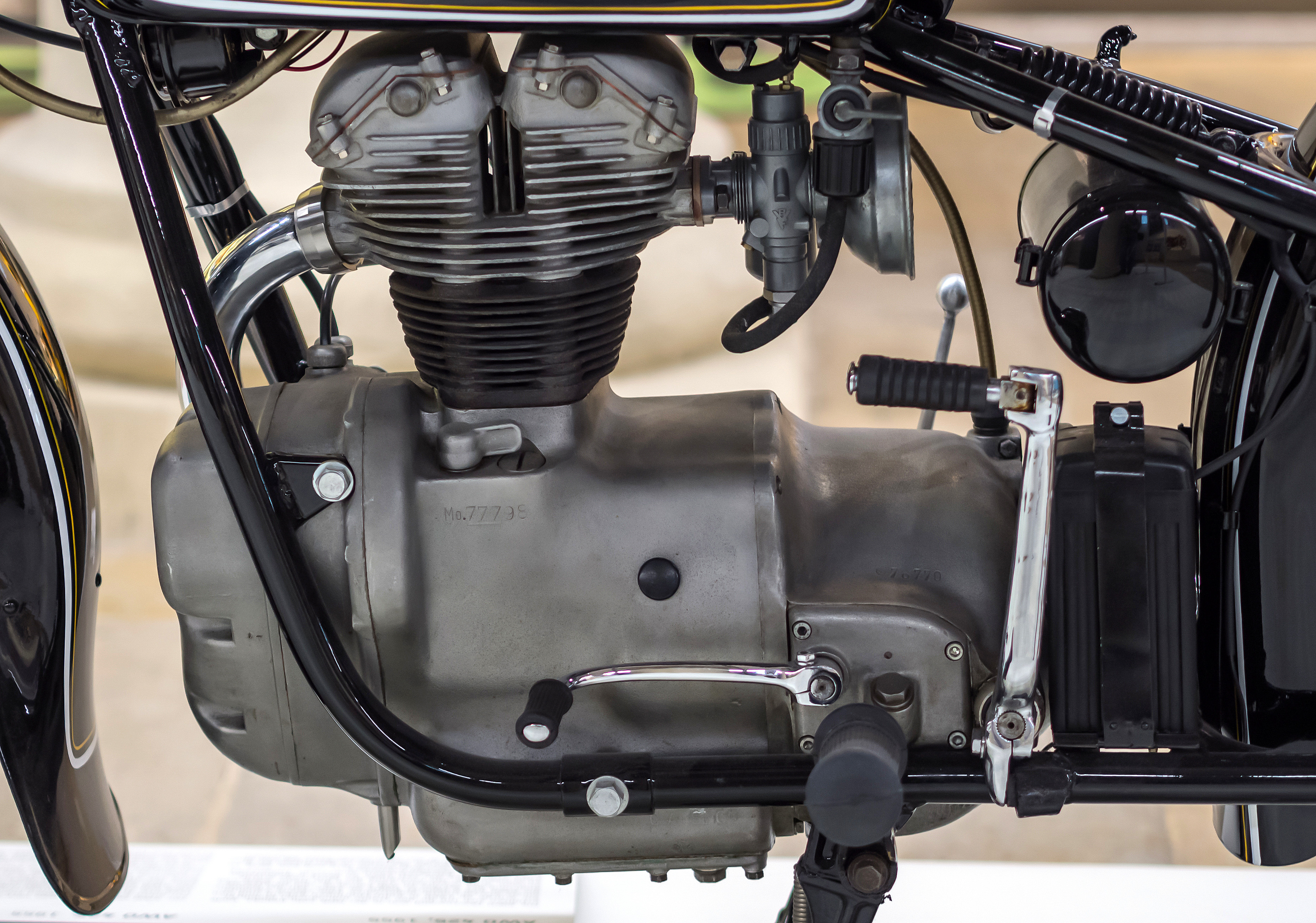
AWO-blok uit 1955
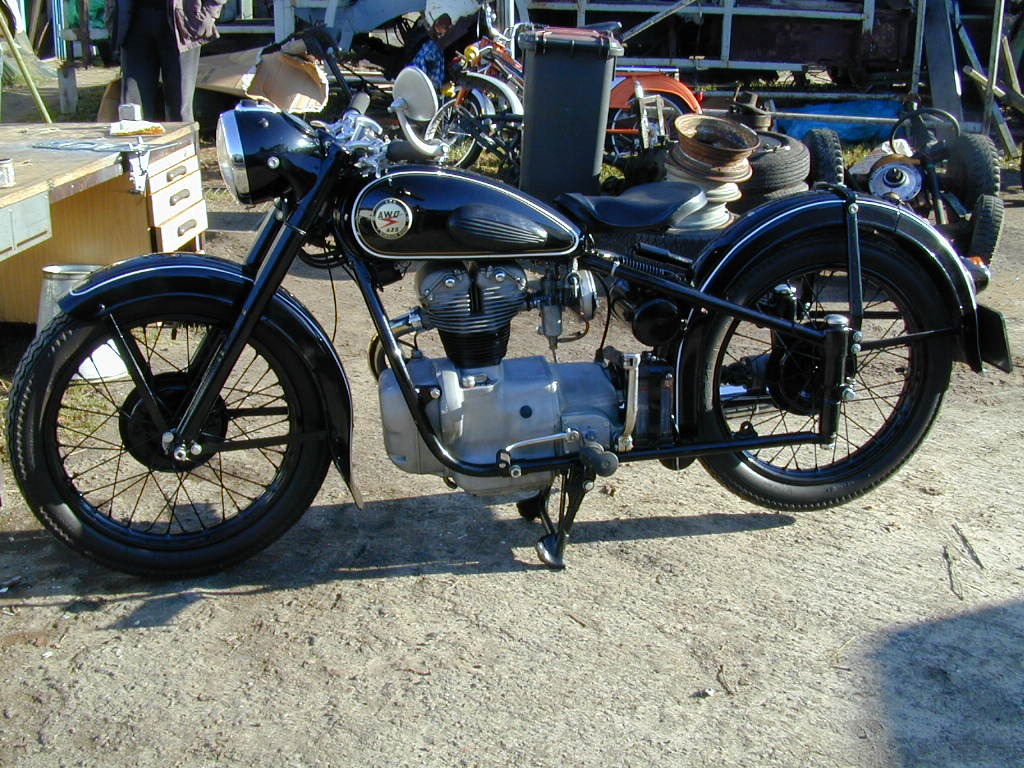
De AWO 425, die te herkennen was aan het zweefzadel en de plunjervering, kreeg (waarschijnlijk na het verschijnen van de "Sport") de aanvulling "T" of "Touring"
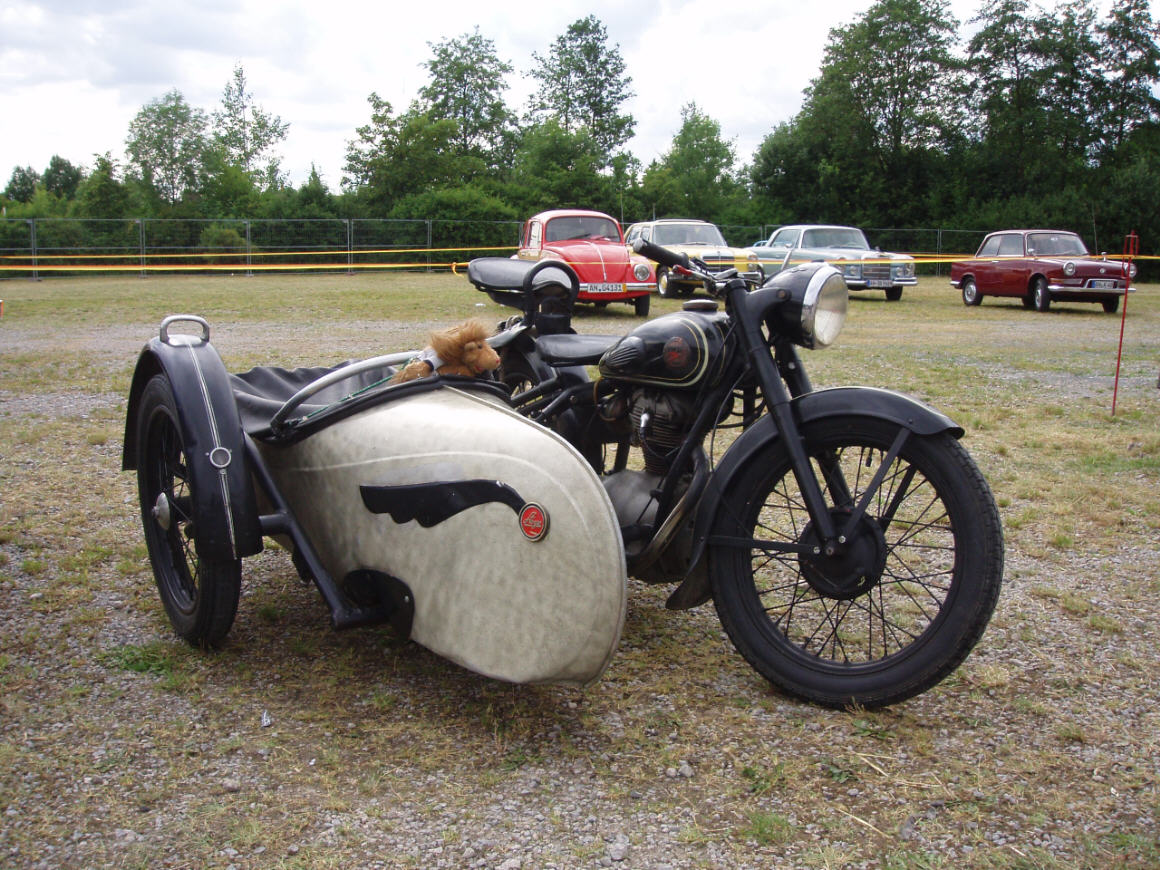
De AWO 425 werd geleverd met een Stoye zijspan. Toen de AWO 425 Sport verscheen, maakte Stoye aangepaste zijspannen voor de swingarm achtervering
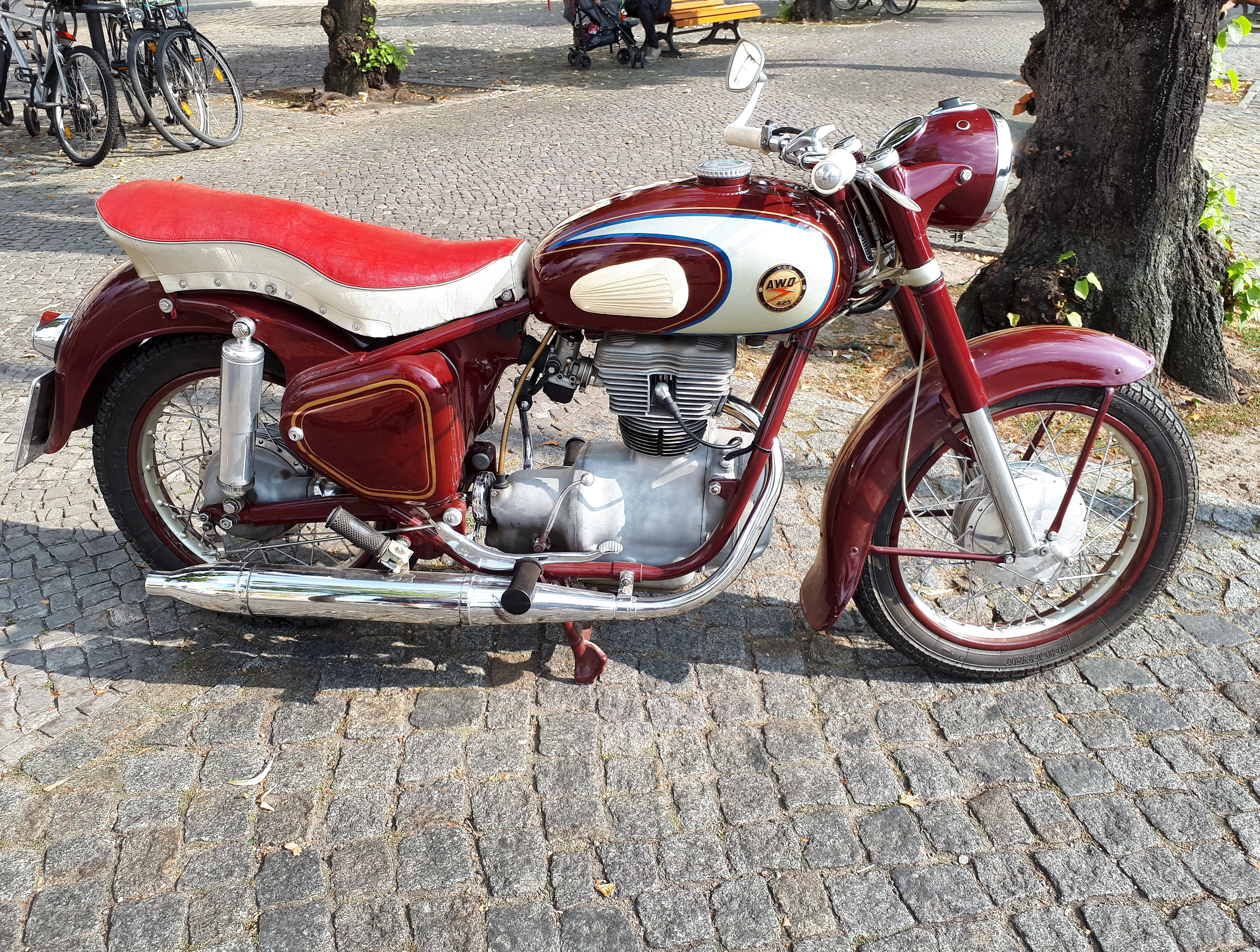
De AWO 425 Sport met swingarm achter en duozadel
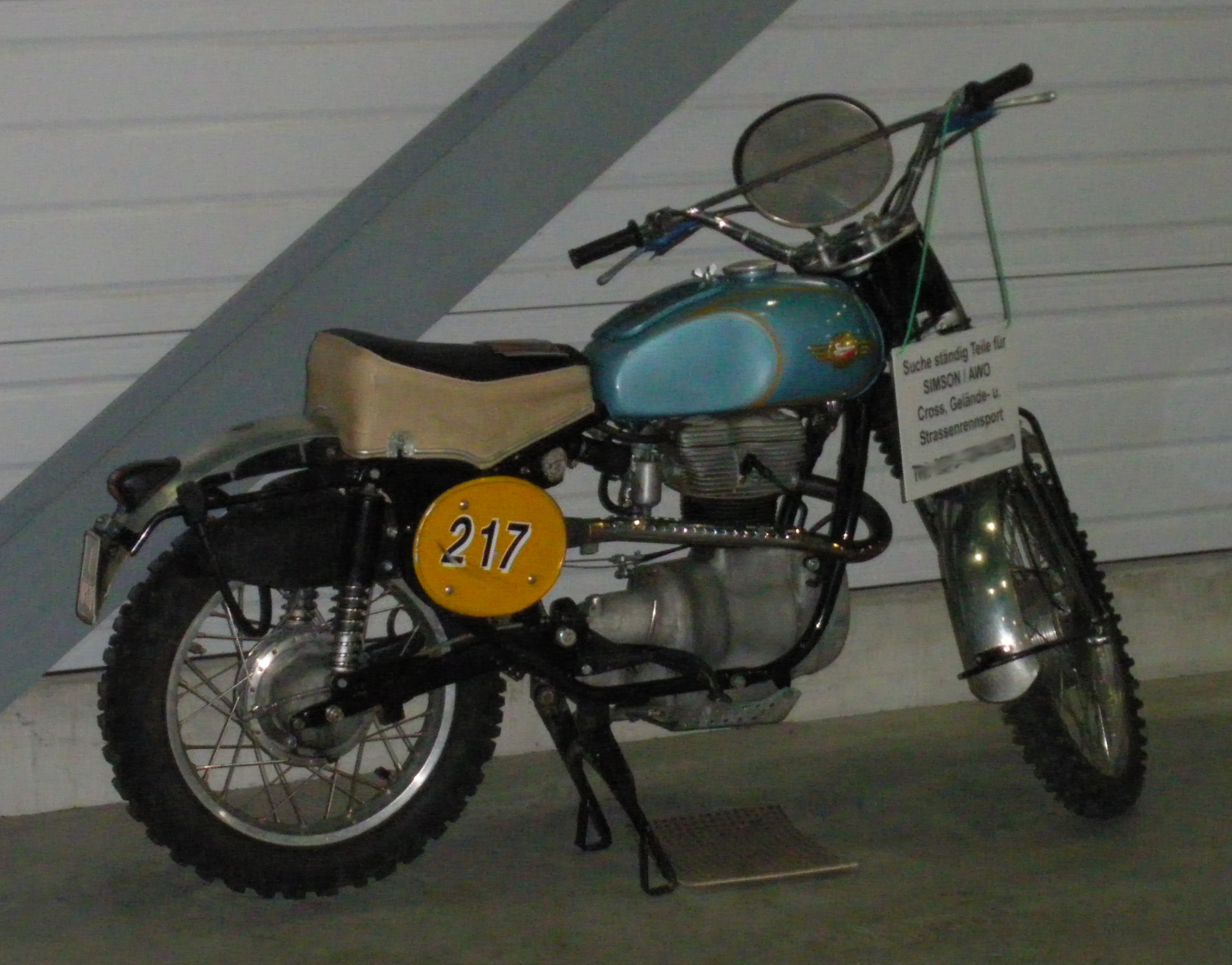
AWO GS 350

## Technische gegevens
| AWO (vanaf 1957: Simson)    | 425 (Touring)                       | 425 Sport (tot 1960)                | 425 Sport (tot 1962)                | AWO GS 350                          | AWO 700                               |          |
| --------------------------- | ----------------------------------- | ----------------------------------- | ----------------------------------- | ----------------------------------- | ------------------------------------- | -------- |
| Periode                     | 1950-1960                           | 1955-1959                           | 1960-1962                           | 1957-1961                           | 1955-1958                             |          |
| Productieaantal             | ca. 127.000                         | ca. 85.000                          | ca. 85.000                          | Onbekend                            | Onbekend                              |          |
| Categorie                   | toermotor                           | sportmotor                          | sportmotor                          | Enduro                              | Prototype militaire zijspantrekker    |          |
| Motortype                   | kopklepmotor                        | kopklepmotor                        | kopklepmotor                        | kopklepmotor                        | kopklepmotor                          |          |
| Bouwwijze                   | langsgeplaatste staande eencilinder | langsgeplaatste staande eencilinder | langsgeplaatste staande eencilinder | langsgeplaatste staande eencilinder | Langseplaatste tweecilinderboxermotor |          |
| boring in mm                | 68                                  | 68                                  | 68                                  | 72                                  | 72                                    |          |
| slag in mm                  | 68                                  | 68                                  | 68                                  | 84                                  | 84                                    |          |
| Cilinderinhoud in cc        | 248                                 | 248                                 | 248                                 | 342                                 | 684                                   |          |
| Max. Vermogen in pk         | 12 bij 5.500 tpm                    | 14 bij 6.300 tpm                    | 15,5 bij 6.800 tpm                  | ca. 14 pk                           | Onbekend                              |          |
| Topsnelheid solo in km/h    | 100                                 | 110                                 | 110                                 | Onbekend                            | Onbekend                              |          |
| Topsnelheid zijspan in km/h | 85                                  | 90                                  | 90                                  | NVT                                 | Onbekend                              |          |
| Aandrijving                 | cardanas                            | cardanas                            | cardanas                            | cardanas                            | cardanas                              |          |
| Rijwielgedeelte             | dubbel wiegframe, buisframe         | dubbel wiegframe, buisframe         | dubbel wiegframe, buisframe         | dubbel wiegframe, buisframe         | dubbel wiegframe, buisframe           |          |
| Voorvering                  | hydraulisch gedempte telescoopvork  | hydraulisch gedempte telescoopvork  | hydraulisch gedempte telescoopvork  | hydraulisch gedempte telescoopvork  | hydraulisch gedempte telescoopvork    |          |
| Achtervering                | plunjervering                       | swingarm                            | swingarm                            | swingarm                            | swingarm                              | swingarm |